# Орган на чипе
Орган на чипе (англ. Organ-on-a-chip) — устройство для выращивания различных клеточных культур, состоящий из микроконтейнеров и микроканалов, симулирует работу отдельных органов живых существ или даже систем из нескольких органов. Органы на чипе создаются для того, чтобы изучать работу и отклик живых тканей на различные физические условия, раздражители, химические соединения и т. д. Эта технология считается перспективной для исследования течения болезней и тестирования новых лекарств: в далекой перспективе она потенциально сможет позволить отказаться от тестирования лекарств для людей на животных. Сейчас в научно-исследовательских лабораториях были созданы лёгкие, сердце и почки на чипе.
В настоящее время применение всё ещё находится в зачаточном состоянии. Органы на чипах будут отличаться друг от друга по дизайну и устройству. Таким образом, проверка и оптимизация этих систем, вероятно, будет длительным процессом. Органы, которые были симулированы с помощью микрофлюидных устройств, это сердце, лёгкое, почка, артерия, кость, хрящ, кожа и многое другое.
Тем не менее, создание надёжных искусственных органов требует не только точных клеточных манипуляций, но и детального понимания фундаментальной сложной реакции человеческого организма на любое событие. Общая проблема с органами на чипах заключается в изоляции органов во время тестирования. «Если вы не будете стремиться как можно ближе к физиологической системе, вы, скорее всего, столкнётесь с проблемами», — говорит Уильям Хазелтин, основатель наук о геноме человека в Роквилле, штат Мэриленд. Микроизготовление, микроэлектроника и микрофлюидика предлагают перспективу моделирования сложных физиологических реакций in vitro в точно смоделированных условиях.